# Domini ecològic

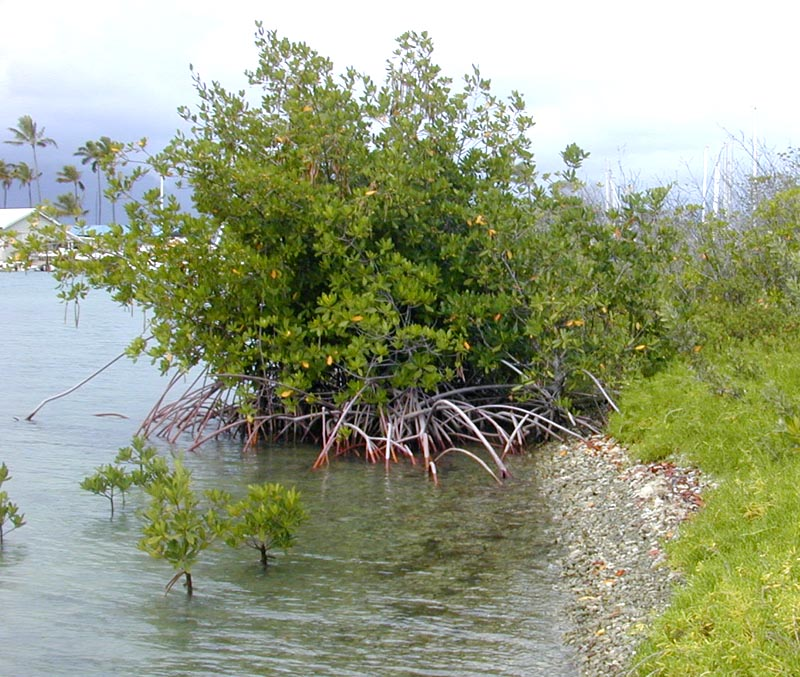
Les rizoforàcies dominen els aiguamolls de marea tropicals

Es denomina dominància ecològica el grau en què un tàxon és més nombrós que els seus competidors en una comunitat ecològica, o representa més de la biomassa. La majoria de comunitats ecològiques es defineixen per les seves espècies dominants.

## Exemples
- En molts exemples de bosc humit a l'oest d'Europa, l'arbre dominant és el vern (Alnus glutinosa).
- En els pantans de clima temperat, la vegetació dominant és generalment espècies de molsa Sphagnum.
- En els aiguamolls de marea dels tròpics, solen estar dominades per espècies de mangle (Rhizophoraceae)
- Algunes comunitats del fons marí està dominat per les estrelles de mar.
- En les costes rocoses exposades estan dominades per organismes sèssils com els peus de cabra i pagellides.